# Padmé Hamdemir
Padmé Hamdemir (* 2008 in Weimar) ist eine deutsche Schauspielerin.

## Leben
Padmé Hamdemir ist eine Jugendschauspielerin, die im Berliner P14 Jugendtheater erste Theatererfahrungen sammelte und 2021 in dem Kinofilm Evolution eine Hauptrolle erhielt. 2023 war sie in dem Film Das Lehrerzimmer zu sehen und spielte 2024 in dem Weihnachtsfilm Die schönste Bescherung.

## Filmografie
- 2021: Evolution
- 2023: Das Lehrerzimmer
- 2024: Milchzähne
- 2024: Die schönste Bescherung